# 高知新田藩
高知新田藩（日语：／ Kōchi-shindenhan */?），又稱土佐新田藩（日语：／ Tosa-shindenhan */?）或小池藩（日语：／ Koike-han */?），為日本的藩，安永9年12月21日（1781年1月15日）創藩，明治3年9月25日（1870年10月19日）廢藩，原本是土佐藩的一部分，石高是13,000石，藩廳所在地眾說紛紜。江戶藩邸方面，分為上屋敷和下屋敷，上屋敷位於麻布古川町，下屋敷則是三田寺町，拜領自弘化4年6月23日（1847年8月3日）。

## 歷史
慶安2年（1649年）8月，土佐藩藩主山內忠義三子山內一安分家，創立麻布山內家。明曆2年12月20日（1657年2月3日），一安獲提拔為江戶幕府將軍德川家綱的小姓，並且獲賜廩米3,000俵。萬治3年6月4日（1660年7月11日），年僅25歲的一安死去，由其弟山內之豐在同年12月28日（1661年1月28日）繼任家督。元祿4年7月21日（1691年8月14日），由於之豐之子豐則和豐房均早死，因此由中村山內家的山內豐明之子山內豐清繼位。元祿10年7月26日（1697年9月11日），基於元祿地方直，廩米3,000俵被改為知行3,000石，遍布於上總國武射郡、夷隅郡、下野國安蘇郡和簗田郡，其後上總國的一部分再改為常陸國河內郡。寶曆6年10月4日（1756年10月27日），山內豐明之子豐成的四子山內豐產繼位。
安永9年12月21日（1781年1月15日），豐產獲土佐藩藩主山內豐雍分知藏米10,000俵，連同原本領有的3,000石，以13,000石創藩。天明3年5月21日（1783年6月20日），土佐藩藩主山內豐敷五子山內豐泰作為養子繼位。享和3年7月6日（1803年8月22日），豐泰長子山內豐武繼位，文政8年9月27日（1825年11月7日）再由豐武長子山內豐賢繼位。安政3年6月6日（1856年7月7日），原為土佐藩藩主山內豐策之子的秋月藩藩主黑田長元的次子作為豐賢的養子而繼位，即山內豐福。
戊辰戰爭爆發後，豐福雖然是佐幕，但是不主張對抗，不過由於抗戰派在慶應4年正月12日（1868年2月5日）由德川慶喜於江戶城舉行的會議中取得主導權，豐福也不得不接納。另一方面，土佐藩藩主山內豐信則要求豐福前往京都，與土佐藩一同行動，夾在兩者之間的豐福最終在同年正月13日或14日（2月6日或2月7日）自殺，其妻山內典子也殉死。高知新田藩未有即時公開其死訊，同年6月10日（7月29日），按照豐福的遺願，以其名義讓豐賢之弟豐充的長子山內豐誠作為養子，在被接納後才於7月17日（9月3日）提出繼承申請，最終豐誠在9月16日（10月31日）繼任為家督。與此同時，高知新田藩在豐福死後於土佐藩一同行動，於3月16日（4月8日）加入新政府軍，並且在3月26日（4月18日）與土佐藩的藩兵匯合。其後，藩兵先後參與今市之戰、白河口之戰和母成峠之戰等戰役。明治2年6月2日（1869年7月10日），豐誠憑戰功獲賜賞典金5,000兩。明治3年9月25日（1870年10月19日），高知新田藩併入至高知藩而廢藩。

## 歷任藩主
| 家名   | 家格 | 名稱     | 石高     | 藩領                                                   |
| ------ | ---- | -------- | -------- | ------------------------------------------------------ |
| 山內家 | 外樣 | 山內豐產 | 13,000石 | 上總國武射郡和夷隅郡 下野國安蘇郡和簗田郡 常陸國河內郡 |
| 山內家 | 外樣 | 山內豐泰 | 13,000石 | 上總國武射郡和夷隅郡 下野國安蘇郡和簗田郡 常陸國河內郡 |
| 山內家 | 外樣 | 山內豐武 | 13,000石 | 上總國武射郡和夷隅郡 下野國安蘇郡和簗田郡 常陸國河內郡 |
| 山內家 | 外樣 | 山內豐賢 | 13,000石 | 上總國武射郡和夷隅郡 下野國安蘇郡和簗田郡 常陸國河內郡 |
| 山內家 | 外樣 | 山內豐福 | 13,000石 | 上總國武射郡和夷隅郡 下野國安蘇郡和簗田郡 常陸國河內郡 |
| 山內家 | 外樣 | 山內豐誠 | 13,000石 | 上總國武射郡和夷隅郡 下野國安蘇郡和簗田郡 常陸國河內郡 |

## 領地
| 令制國 | 郡     | 領地                     |
| ------ | ------ | ------------------------ |
| 上總國 | 夷隅郡 | 正立寺、植野、植野       |
| 上總國 | 武射郡 | 小池                     |
| 常陸國 | 河內郡 | 駒塚村                   |
| 下野國 | 安蘇郡 | 船津川村、石塚村、船越村 |
| 下野國 | 簗田郡 | 日向村                   |

## 註解
1. ↑  《國史大辭典》稱藩廳位於上總國小池[1]（現千葉縣山武郡芝山町小池（日语：二川村 (千葉県山武郡)）[2]），《日本歷史地名大系》則指陣屋設於高知城下[3]，《藩史大事典》更指藩沒有領地，僅在麻布設有江戶屋敷（日语：江戸屋敷）[4]。
2. ↑  上屋敷現在位於東京都港區南麻布2丁目3[5]，三田寺町則是港區三田[6]。